# Olivier Rambo
Pour les articles homonymes, voir Rambo.
Olivier Rambo est un footballeur français né le 8 septembre 1974 à La Trinité (Martinique). Son poste de prédilection est attaquant.

## Biographie
Il joue l'intégralité de sa carrière professionnelle à l'AS Nancy-Lorraine avant de rejoindre le Sporting Toulon Var en 2005.
Son premier match en Division 1 a lieu le 10 août 1996 lors du match Nancy-Cannes (1-2).

## Carrière
- 1993-2005 : AS Nancy-Lorraine  France
- 2005-2007 : Sporting Toulon Var  France
- Depuis 2007 : AS Illzach Modenheim  France[1]

## Palmarès
- Champion de France de D2 en 1998 et en 2005 avec Nancy